# Остров Разочарования
Остров Разочарования — один из семи необитаемых островов Оклендского архипелага в Новой Зеландии. Расположен в 475 километрах к югу от главного Южного острова страны и в 8 километрах от северо-западной оконечности острова Окленд. Здесь обитает большая колония белошапочных альбатросов: гнездится около 65 000 пар, почти вся популяция мира. Также на острове проживают оклендские пастушковые — эндемики архипелага. Когда-то они считались вымершими, но были вновь обнаружены в 1966 году.

## История
7 марта 1907 года стальной четырёхмачтовый барк «Дандональд» затонул после того, как прибился к берегу на западной стороне острова Разочарования. Двенадцать человек утонули, шестнадцать оставшихся в живых семь месяцев ждали спасения. Они выжили за счёт припасов с депо потерпевших кораблекрушение на острове Окленд. Остров посетила научная экспедиция в ноябре 1907 г.

## Этимология
Этимология названия острова неясна, возможно, что отсутствие ресурсов на острове могло быть фактором, определившим его название. Ещё одна версия происхождения названия — частые кораблекрушения.

## Ключевая орнитологическая территория
Остров является частью группы ключевых орнитологических территорий (IBA) на Оклендском архипелаге, определённой BirdLife International из-за нескольких видов морских птиц, а также эндемичного оклендского баклана, оклендского чирка, оклендского пастушкового и оклендского бекаса.